# Церковь Иоанна Предтечи (Ярополец)
Церковь Рождества Иоанна Предтечи — православный храм в селе Ярополец Волоколамского городского округа Московской области, расположенный при бывшей усадьбе Гончаровых. Относится к Волоколамскому благочинию Одинцовской епархии Русской православной церкви. Приписан к Казанской церкви села Ярополец. Настоятель — священник Михаил Завитаев.

## История
В Яропольце существовала церковь в честь Рождества Иоанна Предтечи с двумя приделами: во имя святителя Николая Чудотворца и святой Параскевы Пятницы. Впервые она упоминается в 1626 году, не сохранилась. В 1707 году на высоком берегу Ламы был построен новый деревянный храм. В 1755 году вместо начавшей сползать вниз к реке этой церкви к северу от неё было начато строительство новой каменной церкви Иоанна Предтечи.

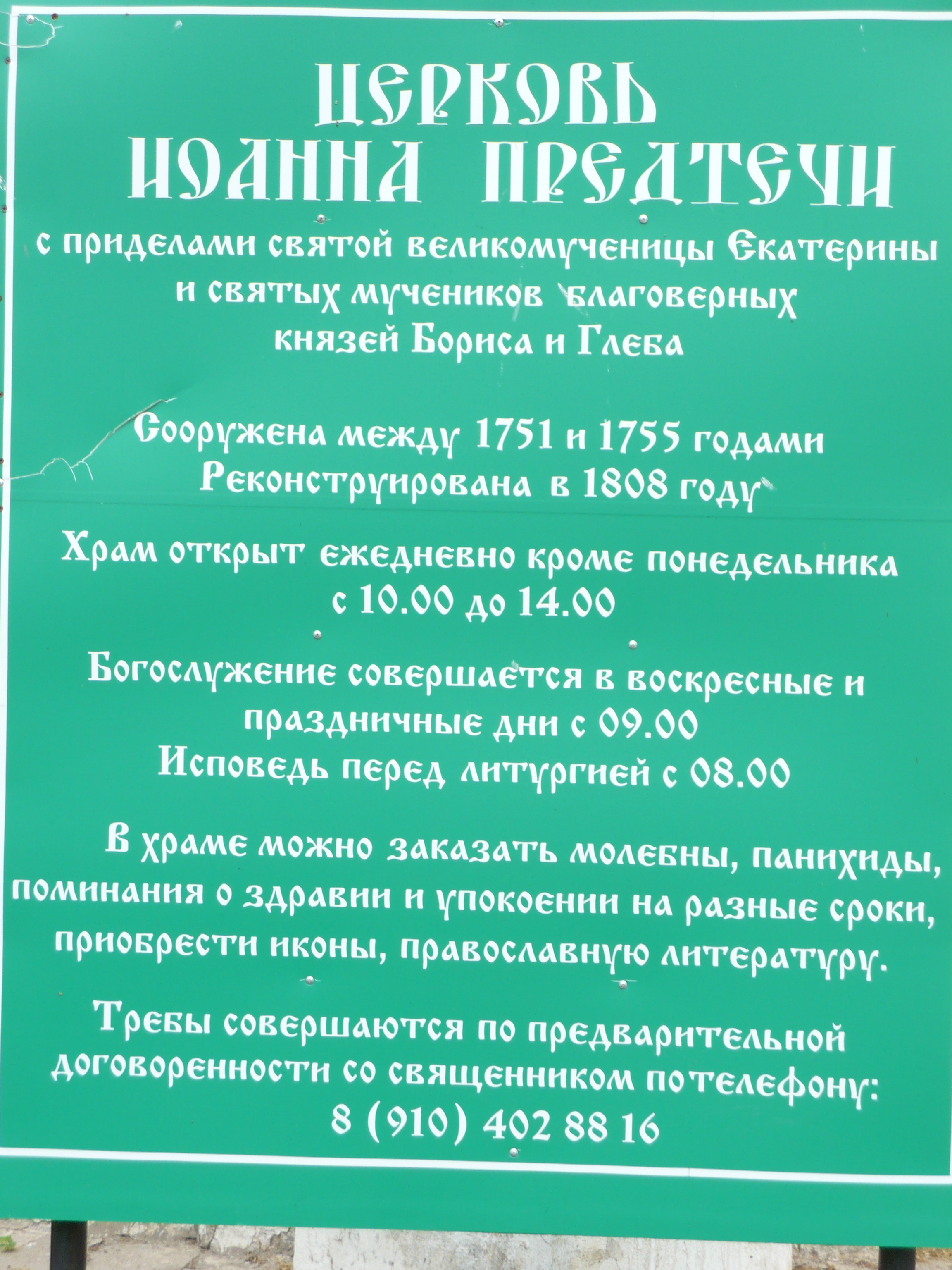
Информационная табличка

Церковь называлась также Екатерининской (Церковь Екатерины Великомученицы), строилась по заказу Александра Загряжского в 1751—1755 годах. Представляет кирпичное здание типа «восьмерик на четверике» с расположенными на одной оси двухъярусной колокольней, трапезной и алтарной частью. Глава купола церкви — в виде золочёного шара с крестом, поддерживаемого четырьмя опорами. Архитектор проекта — Иван Еготов.
В 1808 году храм был расширен и реконструирован в стиле зрелого классицизма: к нему были пристроены колокольня и два придела: во имя великомученицы Екатерины и благоверного князя Бориса — это было сделано по распоряжению Бориса, сына Александра Загряжского, в честь небесных покровителей его и его жены. Борис Загряжский (1742—1809) — генерал-майор, женат на княжне Екатерине Черкасской (1756—1782).
Храм сохранился после революции 1917 года, но был закрыт в 1930-х годах. Здание использовалось под служебные нужды, затем было перестроено в общежитие, позже — в клуб и кинотеатр, но поддерживалось в порядке. Не пострадал храм и в годы Великой Отечественной войны. После распада СССР, в 1992 году, в церкви возобновилось богослужения и начались реставрационные работы.